# Teresa Orsini Doria Pamphilj Landi
Teresa Orsini (Gravina di Puglia, 23 marzo 1788 – Roma, 3 luglio 1829) è stata una nobile italiana, dichiarata Serva di Dio dalla Chiesa Cattolica.

## Biografia
Nata nel giorno di Pasqua dalla nobile famiglia Orsini di Gravina in un feudo di famiglia, figlia di Domenico, sposò nel 1808 il Principe Luigi Giovanni Andrea V Doria Pamphili Landi di Roma. Si trasferì quindi a Roma, dove fece esperienza dell'inefficienza della rete ospedaliera, specie nel periodo che seguì la Rivoluzione Francese. Si distinse per l'attività assistenziale, a cui si dedicava anche in prima persona (cosa inconsueta per una nobildonna dell'epoca e del suo rango), facendo anche uso, con il consenso del marito, della sua parte di patrimonio personale. Contribuì a numerose iniziative benefiche, in particolare alla fondazione dell'ordine che divennero le Suore Ospedaliere della Misericordia, riconosciuto con motu proprio del 1826 da papa Leone XII. Fondò anche l'Ospizio delle Dame Lauretane, che accoglieva le donne dimesse dall'Ospedale di San Giacomo degli Incurabili, istituto che Teresa visitava di persona.
Morì a Roma il 3 luglio 1829 a soli 41 anni.
Suo figlio Filippo Andrea V Doria Pamphili fu sindaco di Roma nel 1870-1871 e senatore del Regno d'Italia.

### Processo di beatificazione
Nel 1998 è stata aperta la causa di beatificazione da parte della Chiesa Cattolica, che la ha dichiarata Serva di Dio.